# Антонович Роман Миколайович
Антонович Роман Миколайович (3 жовтня 1909, Долина (Галичина) — січень 1987, Нью-Джерсі) — український письменник, журналіст, член літературної групи «Дванадцятка».

## Життєпис

Родина Антоновичів у 1917 році. Зліва направо: Ірина, мама Єлисавета, Тарас, Омелян, батько Микола, Роман

У верхньому ряду перший справа Роман Антонович, другий справа Володимир Горбовий, у нижньому ряду перший справа Омелян Антонович

Народився 3 жовтня 1909 року в місті Долина (Галичина). Молодший брат Тараса Антоновича, старший брат Омеляна Антоновича.
Навчався в університетах Львова, Кракова та Познані (Польща), Праги (Чехословаччина), Ґраца (Австрія). 
Працював журналістом у видавничій спілці «Українська преса» (1933), у фірмі Івана Тиктора у Львові, входив до літературної групи «Дванадцятка». 
Був співробітником щоденника «Українські вісті», тижневика «Батьківщина». У 1937—1939 роках очолював видавництво тижневика «Батьківщина». 
Після війни емігрував з України. Від 1952 року жив у Канаді, потім — у США.
Писав оповідання, нариси, вірші. Був власником торговельного підприємства. Помер у січні 1987 року у Нью-Джерсі (США).

## Творчий доробок
Автор віршів, збірки подорожніх нарисів «Бурлацьким шляхом» (1935, 1950) та історичної повісті «Як говорив Бескид» (1938).